# Llista de bescuits
La següent és una llista de bescuits o aliments que s'han fornejat dues vegades. L'enfornat és un mètode de cocció d'aliments amb calor sec prolongat que actua per convecció, i no per radiació tèrmica, normalment en un forn, o també en cendres calentes, o sobre pedres calentes. Atès que els bescuits són aliments que es couen dues vegades en la seva preparació, quan s'arriba a la temperatura desitjada dins de l'entorn de calefacció, el menjar es col·loca dins del for i es cou durant un cert temps, es treu i després es torna fornejar a foc lent. Aquests articles de vegades s'anomenen "productes fornejats" i es venen en una fleca.

## Aliments cuits dues vegades
| Nom                                | Imatge | Origen            | Descripció del producte |
| ---------------------------------- | ------ | ----------------- | --- |
| Bappir                             |        | Sumer             | Un pa d'ordi Sumeri històric que s'utilitzava principalment en l'antiga cervesa mesopotàmica. La investigació històrica realitzada a Anchor Brewing Co. el 1989 (documentada a Charlie Papazian 's Home Brewer's Companion , ISBN 0-380-77287-6 ) va reconstruir un pa fet d' ordi maltejat i farina d'ordi amb mel i aigua i es feia coure fins que fos prou dur per emmagatzemar durant llargs períodes; el producte acabat probablement s'esmicolava i es barrejava amb aigua, malta i dàtils o mel i es deixava fermentar , produint una cervesa una mica dolça. Sembla que es bebia amb una palla de la manera que ara es beu avui la yerba mate . |
| Biscotti                           |        | Prato, Itàlia     | Popularment coneguts com biscotti di Prato (bescuits de Prato), també coneguts com cantuccini (pa de cafè), són bescuits (cuits dues vegades) originaris de la ciutat italiana de Prato. Contenen ametlles oblongues, seques i cruixents i s'obtenen en tallar la barra de massa mentre encara és calenta i fresca i tornant-los a coure al forn. La foto és dels biscotti de xocolata i pistachio. |
| Bescuit                            |        |                   | Un producte alimentari fet al forn , a base de farina. La paraula occitana bescuit deriva de les paraules llatines bis (dues vegades) i coquere , coctus (cuinar, cuit), i, per tant, significa "cuit dues vegades". Això es deu al fet que les galetes es cuinaven originalment en un doble procés: primer al forn fort, fent-les assecar després en un forn lent. Més tard, aquest terme va ser adaptat a l'anglès al segle XIV durant l'Edat Mitjana, en la paraula de l'anglès mitjà bisquite, per ser un producte dur, fornejat dues vegades al forn. El terme s'aplica a dos productes diferents a Amèrica del Nord i a la Mancomunitat de Nacions i Europa. A la foto hi ha una galeta americana (esquerra) i unes galetes britàniques (dreta), que mostren la diferència entre el significat de "biscuit" de l'anglès americà i l'anglès britànic.                                                                             |
| Púding de pa                       |        |                   | Unes postres tradicionals populars en la cuina de molts països, entre ells: Cuba, Irlanda, Gran Bretanya, França, Bèlgica, Puerto Rico, Mèxic, Malta, Argentina, la Louisiana Creole i el sud dels Estats Units. En altres idiomes, el seu nom és una traducció de "bread pudding" o simplement "púding", per exemple "pudín" o "budín" en castellà; també en castellà un altre nom és "migas". A Mèxic, hi ha un plat similar, la capirotada. |
| Biskotso                           |        |                   | Pa cuit amb mantega i sucre, o all, en alguns casos. L'etimologia de la paraula en si està relacionada amb bescuit anglès i el biscotti italià, en el sentit que deriva de la frase llatina paraula bis coctus, que significa "cuit dues vegades". |
| Crouton                            |        |                   | Pa saltejat o al forn, tallat a daus, condimentat i tornat a coure, que s'utilitza per afegir textura i sabor a les amanides, sobretot l'amanida César, com un acompanyament a les sopes, o menjada com aperitiu. La paraula crouton deriva del francès croûton derivat de croûte , que significa "crosta". Els crostons poden ser de qualsevol mida, fins a arribar a una llesca molt gran. |
| Pizza a l'estil Detroit            |        | Detroit, Michigan | Un estil de pizza desenvolupat a Detroit, Michigan. Es tracta d'una pizza quadrada semblant a la pizza d'estil sicilià que té una crosta cruixent i gruixuda i se serveix amb complements com pepperoni, olives i salsa marinara per sobret. L'escorça d'una pizza a l'estil de Detroit és destacable perquè, a part de ser fornejada dues vegades, se sol coure en una paella untada amb oli fins a arribar a un estat ben daurat que dona al fons i a les vores de la crosta una textura fregida/cruixent. |
| Grassa rascal                      |        |                   | També es diu galeta de te de Yorkshire o coca de gespa, és un tipus de coca, similar a l'escona tant en el gust com en els ingredients. Són coques voltades rodones amb una rica escorça marró i fetes amb groselles i pell confitada. Estan estretament associats amb la zona de Cleveland a les fronteres del comtat de Durham i Yorkshire. |
| Mandelbrodt                        |        |                   | Unes postres associades amb els jueus d'Europa de l'Est. La paraula mandelbrodt significa literalment en yiddish "pa d'ametlla". Es fa amassant un pa amb forma de barra, i un cop fornejat tallant el pa en llesques oblongues i tornant-lo a fornejar. Aquests bescuits cruixents i secs van ser molt populars a l'Europa de l'Est entre rabins, comerciants i altres jueus ambulants com a postres bàsics que es conserven bé. |
| Torrada de melba                   |        |                   | Una torrada seca, cruixent i en rodanxes fines, sovint servida amb sopa i amanida o coberta amb formatge fos o paté. El torrat de melba es fa a lleugerament torrant llescades de pa sota una graella, en tots dos costats. Llavors, la torrada resultant es talla lateralment. A continuació, les rodanxes fines es tornen a la graella amb els costats no torrats cap a la font de calor, donant com a resultat una torrada de la meitat del gruix normal. Porta el nom de Dame Nellie Melba, el nom artístic de la cantant d'òpera australiana Helen Porter Mitchell. Es creu que el seu nom data de 1897, quan la cantant estava molt malalta i es va convertir en un element bàsic de la seva dieta. El torrat va ser creat per a ella pel xef i fan Auguste Escoffier, qui també va crear per a ella les postres Peach Melba. El propietari de l'hotel César Ritz suposadament li va posar el nom en una conversa amb Escoffier. |
| Pastís de formatge estil Nova York |        | Nova York, circa  | És el típic cheesecake de Nova York que té una consistència densa, llisa i cremosa, i es basa en crema espessa o crema agra i formatge crema. La crema agra fa que el cheesecake sigui més resistent a la congelació i és el mètode amb el qual es fan la majoria de les cheesecakes congelats. Tanmateix, una variant fastuosa utilitza crema agra com a cobertura, aplicada quan el cheesecake està cuit. Es barreja amb extracte de vainilla i sucre i es torna posar al forn, de manera que es cou dues vegades |
| Paximatia                          |        | Grècia            | Un pa d'origen grec que es prepara amb farina de blat integral, cigrons o farina d'ordi. Les versions tradicionals es fornegen dues vegades. |
| Rusk                               |        |                   | Una galeta dura i seca d'un pa fornejat dues vegades. De vegades s'utilitza com a aliment per a la dentició del nadó. El plat té variacions internacionals significatives. A la imatge hi ha biscottes quadrats fets amb pa de massa de sègol. |
| Patates enfornades dues vegades    |        |                   | Preparat amb patates fornejades dues vegades, l'interior de la patata s'extreu després d'haver estat enfornat la primera vegada. S'afegeixen ingredients addicionals a la patata extreta, i la mescla es col·loca dins la closca de la patata i es torna a enfornar. La foto és una patata enfornada dues vegades amb formatge de cheddar, cansalada i ceba verda. |
| Zwieback                           |        |                   | Un tipus de pa cruixent i ensucrat, fet amb ous i fornejat dues vegades. Es talla abans d'enfornar per segona vegada, la qual cosa produeix corts cruixents i trencadisses que s'assemblen molt a la torrada de melba. El nom ve de zwei o zwie alemany ("dos") i backen, que significa "fornejar". Zwieback, per tant, es tradueix literalment: com "fornejat dues vegades" S'utilitza generalment per alimentar els nens amb dentició. |